# Helius lobuliferus
Helius lobuliferus är en tvåvingeart som beskrevs av Alexander 1938. Helius lobuliferus ingår i släktet Helius och familjen småharkrankar.
Artens utbredningsområde är Ecuador. Inga underarter finns listade i Catalogue of Life.